# Castelnau-le-Lez
Castelnau-le-Lez é uma comuna francesa na região administrativa de Occitânia, no departamento de Hérault. Estende-se por uma área de 11,18 km². 
Durante a Roma Antiga, Castelnau-le-Lez foi conhecida como Sextancião ou Sextâncio (em latim: Sextantio).

## Cidades-irmãs
- Plankstadt, Alemanha
- Argenta, Itália
- San Fernando de Henares, Espanha